# Stephanopodium angulatum
Stephanopodium angulatum är en tvåhjärtbladig växtart som först beskrevs av Elbert Luther Little, och fick sitt nu gällande namn av Ghillean `Iain' Tolmie Prance. Stephanopodium angulatum ingår i släktet Stephanopodium och familjen Dichapetalaceae. Inga underarter finns listade i Catalogue of Life.